# Онихомикоз
Онихомико́з (от греч. ónyx — ноготь и mýkēs — гриб) — грибковое поражение ногтя. Вызывается, как правило, грибками-дерматофитами Trichophyton rubrum, Trichophyton interdigitale, Trichophyton tonsurans, реже Epidermophyton floccosum и микроспорией (Microsporum canis) и другими.
Различают три вида онихомикоза (лежат в основе российской классификации):
- нормотрофический — изменяется окраска ногтя, появляются полосы и пятна, но блеск и толщина ногтя остаются нормальными;
- гипертрофический — изменяется цвет ногтя, он теряет блеск, утолщается и деформируется. Возможно частичное разрушение ногтя с краёв;
- онихолитический (атрофический) — поражённая часть ногтя атрофируется и отторгается от ногтевого ложа.

По локализации выделяют формы онихомикоза (используются для классификации зарубежными врачами):
- дистальный (поражение ногтя у свободного края);
- латеральный (поражение боковых сторон);
- проксимальный (поражение заднего валика);
- тотальный (поражение всего ногтя).

При диагностике следует различать онихомикоз и негрибковые деформации ногтей (их встречаемость примерно совпадает). Для точной диагностики используются лабораторные исследования.
Причина онихомикоза нередко связана с особенностями профессии и неправильной заботой о ногах:
- плохой уход за стопами и ногтями, отсутствие ежедневных гигиенических процедур из-за пренебрежения правилами личной гигиены или трудностями с их выполнением (у лежачих больных или больных с ограниченной подвижностью);
- работа во влажных, сырых помещениях (парники, теплицы, овощехранилища), частое ношение резиновых перчаток или резиновой обуви;
- профессиональные занятия спортом;
- ношение неудобной, тесной, узкой обуви или обуви из искусственных материалов (кожзаменитель), создающей «парниковый эффект», препятствующей нормальному воздухообмену.

У женщин распространённая причина грибка — длительное ношение гель-лака. Он создаёт закрытое пространство между ногтевой пластиной и покрытием, в котором успешно развивается грибковая инфекция.

## Признаки
Чаще всего онихомикоз инфицирует большие пальцы стоп. О грибковом поражении говорят следующие изменения ногтевой пластины:
- тусклость, пожелтение, потеря гладкости и блеска;
- зуд, покраснение, шелушение кожи вокруг;
- расслаивание, хрупкость, рыхлость;
- неприятный запах;
- нарушение структуры, утолщение.

## Профилактика и лечение
Неосложнённый грибок ногтей лечится медикаментозно с использованием противомикозных таблеток, мазей и специализированных растворов. В качестве действующего вещества мазей используются: нафтифин, циклопирокс. По назначению врача и при лабораторном подтверждении грибкового характера поражения могут использоваться таблетки для системного лечения, например, с действующими веществами тербинафин, итраконазол или флуконазол. В запущенных случаях может потребоваться удаление поражённых тканей.
Лечение онихомикозов является длительным (от 3 месяцев до года), в том числе из-за того, что инфекция сохраняется внутри ногтя и требуется дождаться полного его обновления.
Чтобы защититься от заражения, необходимо:
- следить за состоянием стоп и ногтей, главное правило — ноги должны быть чистыми и сухими;
- ухаживать за обувью, регулярно проводить её дезинфекцию, просушивание, для сушки удобно использовать электрические сушилки;
- обрабатывать ноги подсушивающими средствами или антиперспирантами, если стопы сильно потеют;
- в бассейне, сауне, раздевалках спортзалов не ходить босиком, а надевать резиновые шлёпанцы с закрытым носком;
- носить удобную обувь из натуральных дышащих материалов;
- не пользоваться полотенцем, обувью или маникюрными принадлежностями чужих людей.

## Эпидемиология
Исследование болезней ног 2003 года в 16 европейских странах привело к выводу, что онихомикоз — наиболее частое грибковое заболевание ног (27 %). Распространённость повышается с возрастом. В Канаде распространённость болезни достигает 6,5 %. Около 1/3 диабетиков подвержены грибковым заболеваниям ногтей, они также на 56 % более часты у людей, страдающих от псориаза. Гипергидроз, или повышенная потливость стоп, часто становится причиной онихомикоза у мужчин.